# Orăștioara de Jos
Orăștioara de Jos – wieś w Rumunii, w okręgu Hunedoara, w gminie Beriu. W 2011 roku liczyła 340 mieszkańców.